# 지구촌민속교육박물관
지구촌민속교육박물관(地球村民俗敎育博物館)은 서울특별시 중구 회현동에 위치한 박물관이다. 서울특별시교육청의 산하 기관인 서울특별시교육청교육연구정보원에 의해 운영되었다. 세계 여러나라의 민속 유물 등을 전시하였다. 2016년 12월 31일부로 폐관하였으며, 소장중이던 유물들은 국립민속박물관에 양여하였다.

## 같이 보기
- 서울특별시의 박물관과 미술관 목록
- 대한민국의 박물관과 미술관 목록